# Miceștii de Câmpie
Miceștii de Câmpie (en hongrois : Mezőkecsed) est une commune du județ de Bistrița-Năsăud en Transylvanie (Roumanie).